# Наместово (район)
Район На́местово (словац. Okres Námestovo) — район в Словакии. Находится в Жилинском крае, в исторической области О́рава. Административный центр — Наместово.

## Население
| Год:        | 1994   | 2004    | 2014    | 2024    |
| ----------- | ------ | ------- | ------- | ------- |
| Broj ljudi: | 52 553 | 57 428  | 60 954  | 64 651  |
| Разница:    |        | +9,27 % | +6,13 % | +6,06 % |

Национальный состав:
- Словаки — 99,3 %

Конфессиональный состав:
- Католики — 97,6 %